# 托伊費爾斯巴赫河 (施泰沃河支流)
51°44′29.50″N 7°27′38.42″E / 51.7415278°N 7.4606722°E
托伊費爾斯巴赫河（德語：Teufelsbach），是德國的河流，位於該國西部，處於北萊茵-威斯特法倫州，屬於施泰沃河的左支流，河道全長12.7公里，流域面積36.9平方公里。